# Der Stürmer
Der Stürmer, ab 1932 mit dem Untertitel „Deutsches Wochenblatt zum Kampfe um die Wahrheit“, war eine am 20. April 1923 vom späteren NSDAP-Gauleiter von Franken Julius Streicher in Nürnberg gegründete und herausgegebene antisemitische Wochenzeitung. Sie erschien am 22. Februar 1945 letztmals. Der Stürmer bediente sich einer besonders hetzerischen Sprache und zeichnete sich durch drastische – bei Schilderungen von „Rassendelikten“ pornographische – Berichte, Bilder und Karikaturen aus. Die Zeitung war keine offizielle NS-Publikation, sondern Streichers Privatbesitz. Der Internationale Militärgerichtshof schätzte die Auflagenhöhe zwischen 1935 und 1939 auf 700.000 Exemplare, die Sondernummern zu den Reichsparteitagen auf mindestens zwei Millionen Stück. Das Blatt diente der propagandistischen Vorbereitung und Rechtfertigung des Holocaust.

## Inhalt und Form
Julius Streicher hatte das Blatt ursprünglich aufgrund interner Kämpfe in der Nürnberger NSDAP-Ortsgruppe gegründet. Später nutzte er es publizistisch auch in seiner jahrelangen politischen und vor Gericht ausgetragenen Auseinandersetzung mit Nürnbergs liberalem Oberbürgermeister Hermann Luppe. Schließlich trat die antisemitische Hetze immer mehr in den Vordergrund und war bald praktisch alleiniges Thema.
Entsprechend war das Hauptcharakteristikum der Stürmer-Reportagen der Kampf gegen die „Degeneration der nordisch-germanischen Rasse“ durch „Rassenschande“. Inhalt des Stürmers waren daher überwiegend geradezu pornographische, oft sadistische Schilderungen von Vergewaltigungen und anderen Formen von sexueller Nötigung deutscher (nichtjüdischer) Frauen durch Juden.
Um seine Leser davon zu überzeugen, dass es die Absicht „der Juden“ sei, die „nordisch-germanische Rasse“ zu schädigen, bediente sich der Stürmer eines umfassenden Systems der sexuellen Denunziation. Der anthropologische Grund für die sexualverbrecherischen Aktivitäten des Juden sei dessen tierhafte Triebhaftigkeit, die zu einer krankhaften Verführungssucht disponiere. Um diese zu befriedigen, sei ihm jedes Mittel recht. Der Jude vergreife sich nicht nur an „arischen“ Mädchen und Frauen, sondern sei auch unermüdlich darauf aus, Kinder zu schänden. Sodomitische Handlungen, homosexuelle Aktivitäten und alle nur erdenkbaren Perversionen seien dem Juden als Mittel recht, die arische Rasse zu vernichten. Schon die jüdischen Schüler und Lehrlinge hätten nichts anderes im Sinn, als die Gleichaltrigen zu der verhängnisvollen Masturbation anzuleiten, um deren gesunde Entwicklung zu gefährden. Die Erwachsenen wiederum würden durch die immense Produktion pornografischer Medien von Juden in ihrer geistig-sittlichen Orientierung verweichlicht und gefährdet. Durch Prostitution und Mädchenhandel würden syphilitische Beschwerden und andere Geschlechtskrankheiten gezielt auf die Arier übertragen, um diese zu vernichten.
Oft basierten die Artikel auf Berichten von Lesern, die den vollen Namen der jüdischen Beschuldigten wiedergaben; teilweise erschienen die Artikel auch in Form von aktuellen Berichterstattungen über zeitgenössische Kriminalfälle bzw. Gerichtsverhandlungen. Für diese Denunziationen gab es im Blatt eine eigene Rubrik namens Briefkasten. Unter der personalisierenden Anrede „Lieber Stürmer“ wurden hier Menschen an den Pranger gestellt, die nicht mit „Heil Hitler“ grüßten oder in als jüdisch markierten Geschäften einkauften.
Neben der stereotyp sexualisierten Darstellung von Juden als potentiellen Sexualverbrechern, deren Absicht darin liege, die „deutsche Rasse“ zu schädigen, gab es auch Berichte über eine angebliche jüdische Weltverschwörung, deren Ziel es sei, dem „deutschen Volk“ wirtschaftlich, kulturell, moralisch und militärisch zu schaden.
Auch religiöse Themen bildeten einen Teil des antisemitischen Repertoires des Stürmers, beispielsweise in Gestalt von Juden als Ritualmördern, Gottesmördern und Urfeinden des Christentums. Dabei wurde auf antijudaistische Mythen über rituelle Menschenopfer, Brunnenvergiftung und Ähnliches zurückgegriffen.
Darüber hinaus gab es diffamierende Artikel über jüdische Ärzte, Anwälte, Kaufleute und Viehhändler aus Nürnberg und Umgebung. Ziel dieser Artikel war, so Dennis E. Showalter, die Kennzeichnung des Juden als „böser Nachbar“ und damit die Übertragung eines abstrakten antisemitischen Feindbildes auf identifizierbare Mitglieder der Gesellschaft.
Allgemein wurde Juden böse Absicht bei all ihren Handlungen unterstellt, gleichzeitig wurden sie aber als hinterlistig, feige, verlogen, heuchlerisch, geizig und habgierig dargestellt. Der Stürmer sah es also als seine Aufgabe an, seinen Lesern anschaulich vorzuführen, wie „die Juden“ wirklich seien, und so an der wirtschaftlichen, sozialen und physischen Exklusion dieser „Untermenschen“ aus der „Volksgemeinschaft“ der „Herrenrasse“ aktiv mitzuwirken. Gleichzeitig befeuerte und inspirierte der Stürmer auf unterschiedliche Weise judenfeindliche Aktionen seiner Leserschaft in Eigeninitiative: Er „fungierte als Triebfeder des Hasses, als Quellengrundlage für eigenständige antisemitische Hetze und propagandistische Betätigung, als Mittel der Denunziation und als Instrument aktiver Verfolgung“.
Mittels antisemitischer Karikaturen wurden auch Impfungen verteufelt.
Um die Französische Republik zu diffamieren, verhöhnte der Stürmer Mitte der 1930er Jahre die Nationalallegorie der „Marianne“, indem er diese Nationalfigur als wesensbedingt verträumt und naiv und deshalb anfällig für jüdische Manipulationen darstellte.

### Ausrichtung
Neben dem Kampf gegen den Nürnberger Oberbürgermeister, dem sich der erste Jahrgang widmete, wurden viele andere Themenbereiche angeschnitten. In der Fülle unterschiedlichster Artikel, Meldungen und Berichte war zunächst keine klare Ausrichtung oder inhaltliche Ordnung erkennbar.
Nach der nationalsozialistischen Machtergreifung richtete sich das Blatt verstärkt international aus. Dazu wurden sich mit der „Judenfrage“ beschäftigende Artikel diverser internationaler Zeitschriften und Magazine zumeist komplett zitiert und propagandistisch ausgeschlachtet. Als zweites dominierendes Thema wurde die „Ritualmordpropaganda“ forciert. Basierend auf Streichers kruder Konstruktion eines „Menschenschächtgesetzes“ wurde ein jüdischer Mordplan gegen die nichtjüdische Menschheit unterstellt. Nachdem am 17. März 1929 in Unterfranken ein fünfjähriger Junge tot mit einer Halswunde aufgefunden worden war, behauptete Otto Hellmuth im Stürmer, es habe sich um einen „jüdischen Blutmord“ zur „Gewinnung von Menschenblut“ gehandelt. Das dritte und in jeder Ausgabe nach der Machtübernahme präsente Hauptthema war der Kampf gegen die Rassenschande, das dem Blatt den Ruf einer pornografischen Hetzschrift einbrachte.
Ein zentraler Punkt in Streichers antisemitischer Propaganda war von Anfang an ein „Sexualantisemitismus“. Auf dieser Grundlage forderte er umfassende Sexualverbote zwischen Juden und Nichtjuden. Dazu bekannte er sich zum kontagionistischen Theorem, das Artur Dinter in seinem 1917 erschienenen „sexualantisemitischen“ Roman Die Sünde wider das Blut popularisiert hatte. Danach reiche ein vaginaler Samenerguss eines jüdischen Mannes, um den Blutkreislauf einer „deutschblütigen“ Frau so nachhaltig zu verändern, dass alle ihre zukünftigen Nachkommen jüdische Bluts- und Erbanteile enthalten. Diesen Vorgang nannte Streicher „Imprägnation“. Das 1935 erlassene Reichsbürgergesetz stand jedoch im Widerspruch zu Streichers „Theorie der Imprägnation“ und bremste deshalb die sexualantisemitisch-propagandistische Ausrichtung des Stürmer. Auch das Rassenpolitische Amt der NSDAP bezeichnete Streichers Theorie als „Irrlehre“ mit der Begründung, wenn „eine Arierin“ durch einmaligen Geschlechtsverkehr mit einem Juden zur Jüdin werde und das an weitere Nachkommen vererbe, dann müsse auch „jede Jüdin, die Geschlechtsbeziehungen mit einem Arier hat, Arierin werden können. Die Judenfrage könnte dann allerdings eine sehr einfache Lösung finden, aber leider ist das nicht der Fall.“ Der nationalsozialistische Rassengedanke basiere, wie die Behörde bekräftigte, auf „der Tatsache, das [sic!] die rassischen Merkmale eines Menschen durch die Vererbung bestimmt sind“. In den folgenden Jahren wurden im Stürmer weniger Berichte über die „Verseuchung“ deutscher Frauen und Mädchen veröffentlicht, wenngleich weiter vehement gegen „jüdische Rassenschänder“ und sogenannte gemischtrassige Verbindungen gewettert und mehrfach die Wirksamkeit des Blutschutzgesetzes wegen erfasster „Rassenschande“-Delikte in Frage gestellt wurde.

### Layout und Druck
Die in den Artikeln vermischten Themen von Gewalt und Pornografie, die oft von vulgär-antisemitischen Karikaturen von Philipp Rupprecht (Pseudonym: Fips) oder von Fotos begleitet wurden, um die im Text dargestellten antisemitischen Stereotype auch visuell zu illustrieren, gaben dem Stürmer den Charakter eines reißerischen Boulevardblatts. Gerade die Karikaturen, die seit Ende 1925 auf beinahe jeder Ausgabe der Zeitschrift zu sehen waren, „stellten das Markenzeichen und einen der wichtigsten Erfolgsfaktoren“ des Stürmer dar. Pornographische und antisemitische Inhalte wurden gemischt.
Der Stürmer erschien im Oktavformat mit einer Größe von 42 × 31,8 cm. Der zweispaltig umbrochene Text war durch großformatige Zwischenüberschriften in Themenbereiche untergliedert. Umrahmt hervorgehoben war der Aufruf, sich der Erlösungsbewegung der NSDAP anzuschließen, Stürmer-Werbung zu betreiben, den Völkischen Beobachter und den Deutschen Volkswillen zu lesen.
Kennzeichnend sind sich wiederholende, typografisch hervorgehobene, meist im Imperativ und geschlechtsübergreifend konzipiert gehaltene Parolen, wie z. B. „Geht nicht zu jüdischen Ärzten und Rechtsanwälten“ oder „Wer bei Juden kauft, ist ein Volksverräter“. Am Ende der dritten Seite erschien meist die an Leserinnen adressierte Parole „Frauen und Mädchen, die Juden sind Euer Verderben!“ im Fettdruck. Die Titelkarikaturen und -zeichnungen zeigen häufig nackte Frauen; Jüdinnen wurden überwiegend unattraktiv gezeichnet. Um den tradierten Mythos von der „schönen Jüdin“ zu negieren, wurde die Zuschreibung schön in diesem Zusammenhang stets in Anführungszeichen geschrieben, um sie ironisch zu kontextuieren.
In der Rubrik „Am Pranger“ wurden „artvergessene“ Frauen und Männer angeprangert und deren Bestrafung eingefordert. Tatsächlich kam es dadurch Mitte der 1930er Jahre in Deutschland vermehrt zu Pogromen oder Lynchjustiz an vermeintlichen „rassenschändenden Personen“. Das Blatt veröffentlichte auch Listen verhafteter Juden, die verdächtigt wurden, gegen die 1935 eingeführten Nürnberger Gesetze verstoßen zu haben.
Der Stürmer erhielt unter der Rubrik „Lieber Stürmer“ wöchentlich zahlreiche Leserbriefe mit antisemitischem und teilweise denunziatorischem Inhalt. Sie wurden ab 1935 auch von der Geheimen Staatspolizei ausgewertet. Die aggressive Judenfeindlichkeit des Stürmer wurde noch dadurch verdeutlicht, dass seit 1927 Heinrich von Treitschkes Zitat „Die Juden sind unser Unglück!“ am Fuße einer jeden Titelseite stand.
Gedruckt wurde Der Stürmer in der Druckerei Monninger Willy Liebels, in der Druckerei Willmy und im Verlag Der Stürmer. Im Frühjahr 1924 wurde das Hetzblatt kurzzeitig auch von dem aus Ipsheim stammenden Medizinstudenten und ab 1924 als Assistenzarzt an der Erlangener Frauenklinik arbeitenden Fritz Hülf (1899–1972) betreut.

## Herausgeberschaft und Schriftleitung
Für die Gestaltung des Stürmers zeichnete bis zuletzt maßgeblich Julius Streicher als Herausgeber und, neben Ernst Hiemer, als zeitweiser Hauptschriftleiter verantwortlich. Die meisten Stürmer-Redakteure der 1930er Jahre kamen aus NSDAP-nahen Kreisen oder waren wie Streicher, Karl Holz, Albert Forster und Fritz Fink in leitenden Parteipositionen tätig. Streicher war einer der radikalsten Antisemiten in der Zeit des Nationalsozialismus. Er forderte die Todesstrafe für jüdische „Rassenschänder“ und bezichtigte indirekt sogar Hitler zu großer Nachgiebigkeit in der „Judenfrage“. „Nur die Lösung der Judenfrage kann uns erlösen.“ Selbst manche Parteigenossen hielten Streicher für „nicht ganz zurechnungsfähig“; dennoch genoss er die persönliche Protektion Hitlers. Bereits in der Weimarer Republik war der Stürmer 1931 einmal kurzfristig verboten worden, und 1938 veranlasste Reichspropagandaminister Joseph Goebbels ein (nur kurz andauerndes) Verbot. Der Hintergrund von Goebbels’ Maßnahme war freilich nicht der antisemitische Inhalt als solcher, sondern allein der vulgäre Stil der Zeitung; insofern entsprach Goebbels’ Handeln lediglich dem Konzept der NSDAP, statt des Radau-Antisemitismus einen mit vermeintlich wissenschaftlichen Weihen versehenen „intellektuellen“ Antisemitismus zu propagieren. Nachdem der Stürmer den ersten Staatspräsidenten der Tschechoslowakei, Masaryk, u. a. als halbjüdischen Heldengreis tituliert hatte, verfügte Hitler ein 14-tägiges Verbot wegen „Beleidigung eines Staatsoberhauptes einer auswärtigen Macht“.
Streicher wurde 1946 im Nürnberger Prozess gegen die Hauptkriegsverbrecher aufgrund seiner Aufhetzung zum Judenhass wegen Verbrechen gegen die Menschlichkeit angeklagt, zum Tode verurteilt und hingerichtet. Der Internationale Militärgerichtshof beschloss die entsprechende Anklage mit den Worten: „Streichers Aufreizung zum Mord und zur Ausrottung, die zu einem Zeitpunkt erging, als die Juden im Osten unter den fürchterlichsten Bedingungen umgebracht wurden, stellt eine klare Verfolgung aus politischen und rassischen Gründen […] und ein Verbrechen gegen die Menschlichkeit dar.“

## „Stürmer“-Kästen

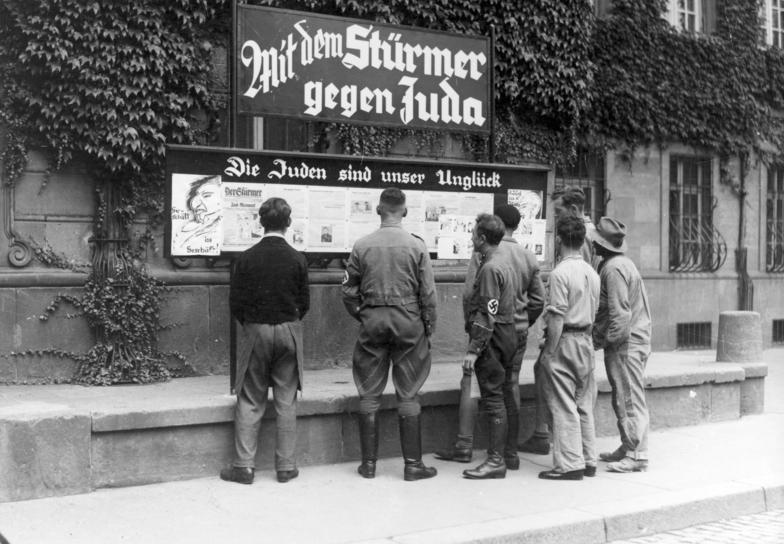
Passanten vor einem Stürmer-Kasten (Worms, 1935)

Im ganzen Deutschen Reich waren Tausende der Stürmer-Kästen an stark frequentierten Orten aufgestellt, z. B. an Straßenbahn- und Bushaltestellen, öffentlichen Plätzen, Fabrikkantinen, in der Nähe von Krankenhäusern und Kirchen und trotz ihres teils pornographischen Inhalts mitunter sogar in Schulen. Die Schaukästen waren mit antisemitischen Parolen beworbene öffentliche Schaukästen, in denen die aktuelle Ausgabe kostenlos zu lesen war. Während der Olympischen Sommerspiele 1936 wurden an den Wettkampforten die Stürmer-Kästen abmontiert bzw. leer gelassen, und das Blatt wurde an einigen Kiosken vorübergehend nicht verkauft. Damit sollte die Reputation des Deutschen Reiches im Ausland gewahrt bleiben. Allein für die Jahre 1937 und 1939 listete der Stürmer etwa je 700 neu hinzugekommene Standorte an Stürmer-Schaukästen auf; nicht berücksichtigt wurden in diesen Summen die nicht gemeldeten Kästen.

## Versagung zivilrechtlichen Schutzes
Betroffenen jüdischen und nichtjüdischen Deutschen, die vom Stürmer beleidigt und angegriffen wurden, war allgemein jeder rechtliche Schutz dagegen verwehrt. Nach einem Urteil des Amtsgerichts Berlin, mit dem 1937 die Beleidigungsklage eines Rechtsanwalts zurückgewiesen wurde, hatte Der Stürmer „die Aufgabe, das Verständnis für den Rassegedanken im Volk zu wecken und zu vertiefen sowie die Bewegung im notwendigen Kampf gegen das Judentum zu unterstützen“. Es sei daher nicht als Verunglimpfung zu werten, wenn „an dem Verhalten einzelner Volksgenossen Kritik“ geübt werde. Durch seine öffentliche Prangerfunktion war jeder vom Stürmer bedroht, mit Foto und Namen genannt zu werden, der mit Juden befreundet war oder bei ihnen einkaufte. Durch derartige Zeitungsberichte Denunzierte wurden mitunter von der Gestapo oder anderen NS-Kontrollinstanzen verfolgt. Mit Erlass des Reichssicherheitshauptamtes vom 18. Oktober 1940 waren die Kriminalpolizeistellen gehalten, Bilder „jüdischer Rassenschänder“ an den Stürmer zu senden.

## Entwicklung, Distribution und Auflage
Der Stürmer, von Streicher zunächst mit „Nürnberger Wochenblatt zum Kampf um die Wahrheit“ untertitelt, ging nach Differenzen zwischen Mitgliedern der Nürnberger NSDAP-Ortsgruppe offensichtlich aus dem 1920 gegründeten Presseorgan Der deutsche Sozialist bzw. Deutscher Volkswille hervor. Die erste Ausgabe erschien am 21. April 1923 in Form eines Flugblattes und diente Streicher zunächst als Propagandawerkzeug zur Attackierung lokalpolitischer Gegner. Nach den Anfangsjahren standen antisemitische Themen im Vordergrund der Berichterstattung. In den 1930er Jahren wurde Der Stürmer als eine der im Reichsverband der deutschen Zeitungsverleger verbundenen politischen Wochenschriften geführt. Er erschien zunächst im Wochenturnus im Nürnberger Raum, ab zirka 1933 reichsweit, im handelsüblichen Verkauf normalerweise für 20 Pfennig erhältlich, und ab Mitte der 1930er auch im Ausland.
Zunächst erschien Der Stürmer im Völkischen Verlag Wilhelm Härdel in Nürnberg, ab 1935 in Streichers Eigenverlag Der Stürmer. In der Anfangszeit hatte das Blatt eine eher geringe Auflagenzahl, mit der Machtübernahme der NSDAP 1933 wurde Der Stürmer vermehrt popularisiert und auch an verschiedene nationalsozialistische Organisationen, wie z. B. die DAF (Deutsche Arbeitsfront), ausgeliefert. Die durch die Nationalsozialisten betriebene „Gleichschaltung“ der freien Presse sowie Julius Streichers Funktion als Gauleiter in Nürnberg dürfte die Entwicklung des Stürmers ebenfalls maßgeblich beeinflusst haben. Zwischen 1923 und 1945 gab es außerdem zusätzlich mehrere Sonderausgaben zu speziellen Themenschwerpunkten. Die letzte Ausgabe des Stürmers erschien am 22. Februar 1945.
Nach Angaben der US-amerikanischen Journalisten Howard K. Smith, der von 1939 bis Dezember 1941 Korrespondent für amerikanische Medien in Berlin war, sank die verkaufte Auflage des Hetzblatts im Laufe des Jahres 1941 auf unter tausend Stück. Als Quelle nannte er einen Gewährsmann im Propagandaministerium namentlich. Die Deutschen hätten infolge der Sorgen des Krieges schlicht andere Präferenzen gehabt als sich mit den Belangen einer im Alltag unübersehbar stigmatisierten Bevölkerungsgruppe wie den Juden auseinanderzusetzen.
Die genaue Auflage des Stürmers gilt als nicht ermittelbar. Nach den Angaben von Julius Streicher im Nürnberger Prozess schätzte der Historiker Dennis Showalter, dass Der Stürmer 1927 eine Auflage zwischen 17.000 und 20.000 hatte und in den Jahren nach 1933 sechsstellige Auflagenhöhen erreichte. Fred Hahn geht davon aus, dass lediglich Streichers Aussage über die Auflage für 1934 in Höhe von 40.000 als gesichert angesehen werden kann. Randall L. Bytwerk (Julius Streicher, 1. Aufl. 1983) nennt für die Zahlen in der folgenden Tabelle keine Quellen:
| Jahr | Ausgabe | Auflage |
| ---- | ------- | ------- |
| 1927 | —       | 14.000  |
| 1933 | —       | 25.000  |
| 1934 | 6       | 47.000  |
| 1934 | 13      | 49.000  |
| 1934 | 17      | 50.000  |
| 1934 | 19      | 60.000  |
| 1934 | 33      | 80.000  |
| 1934 | 35      | 94.114  |
| 1934 | 42      | 113.800 |
| 1935 | 6       | 132.800 |
| 1935 | 19      | 202.600 |
| 1935 | 29      | 286.400 |
| 1935 | 36      | 410.600 |
| 1935 | 40      | 486.000 |
| 1938 | 5       | 473.000 |

Der Internationale Militärgerichtshof kam zu dem Ergebnis, dass die tatsächliche Auflagenhöhe die im Impressum offiziell angegebene überstieg: Zwischen 1935 und 1939 wurde die Wochenauflage auf 700.000 Exemplare geschätzt. Sondernummern zu den Reichsparteitagen seien mindestens in zweifacher Millionenhöhe erschienen.

## Weitere Veröffentlichungen
Ab 1936 gab der Stürmer-Verlag unter anderem auch antisemitische Kinderbücher heraus:
- Trau keinem Fuchs auf grüner Heid und keinem Jud bei seinem Eid – Ein Bilderbuch für Groß und Klein (1936, Illustration von Elvira Bauer)
- Der Giftpilz (1938, Ernst Hiemer, Illustration von Philipp Rupprecht (Pseudonym „Fips“))
- Der Pudelmopsdackelpinscher (1940, Ernst Hiemer).

## Dokumentarfilm
- Spiegel TV: Julius Streicher – Der Judenhetzer. Von Michael Kloft (2000)[35]